# Charaxes suppressa
Charaxes suppressa är en fjärilsart som beskrevs av Van Someren 1967. Charaxes suppressa ingår i släktet Charaxes och familjen praktfjärilar. Inga underarter finns listade i Catalogue of Life.